# Hyrynsalmi
Hyrynsalmi este o comună din Finlanda.